# Алман (Ен)
Алман (фр. Allemant) насеље је и општина у североисточној Француској у региону Пикардија, у департману Ен (Пикардија) која припада префектури Соасон.
По подацима из 2011. године у општини је живело 178 становника, а густина насељености је износила 34,7 становника/km². Општина се простире на површини од 5,13 km². Налази се на средњој надморској висини од 100 метара (максималној 171 m, а минималној 83 m).

## Демографија
| 1962. | 1968. | 1975. | 1982. | 1990. | 1999. | 2011. |
| ----- | ----- | ----- | ----- | ----- | ----- | ----- |
| 124   | 137   | 126   | 128   | 136   | 117   | 178   |

График промене броја становника у току последњих година